# Robert C. Hendrickson
Robert C. Hendrickson (Woodbury, 1898. augusztus 12. – Woodbury, 1964. december 7.) az Amerikai Egyesült Államok szenátora (New Jersey, 1949–1955).